# На этот раз поговорим о мужчинах
«На этот раз поговорим о мужчинах» (итал. Questa volta parliamo di uomini) — чёрно-белая трагикомедия, снятая итальянским режиссером Линой Вертмюллер в 1965 году. Эта картина стала своеобразным феминистским ответом на фильм «Если позволите, поговорим о женщинах» (1964) режиссера Этторе Скола.

## Сюжет
Однажды не очень удачливый инженер, временно проживающий в квартире своего приятеля, намеревается принять душ. Он вынужден выйти из ванны, когда перестает идти вода. Не осознавая этого, из-за мыла в глазах он выходит на лестничную площадку. Неожиданно порыв ветра закрывает входную дверь, оставляя его совершенно голым на лестнице. Этот сюжет лейтмотивом четырех новелл, из которых состоит фильм:
1. «Человек чести» — муж разрешает жене красть драгоценности для поддержания привычного уровня жизни.
2. «Метатель ножа» — о бывшем циркаче, который ныне влечет жалкое существование. Все, что у него есть — это воспоминания о прошлом. Для обрабатывания старых навыков он использует собственную жену.
3. «Высший человек» — профессор университета, уважаемый человек, убеждает свою супругу попытаться убить его, чтобы он смог почувствовать свою мужскую силу.
4. «Хороший человек» — о том, как женщина изо всех сил пытается заработать и прокормить семью, в то время как мужчина бездельничает и пьет с друзьями.

## В ролях
1. Нино Манфреди — различные роли (промышленник / метатель ножей / превосходный человек / фермер)
2. Лучана Палуцци — жена промышленника
3. Милена Вукотич — цель метателя ножа
4. Маргарет Ли — жена высшего человека
5. Альфредо Бьянкини — Роландо
6. Джулио Колтеллачи — человек, спрашивающий дорогу
7. Патриция Де Клара — жена фермера

## Награды и номинации
- 1966 Кинофестиваль Italian National Syndicate of Film Journalists — Приз (Серебряная лента) за лучшую мужскую роль — Нино Манфреди.[1]